# Anaxagorea phaeocarpa
Anaxagorea phaeocarpa é uma espécie de planta da família Annonaceae, que é encontrada na Costa Rica e em Honduras.